# Dieter Beese
Dieter Beese (* 1955) ist ein deutscher evangelischer Theologe und seit 2014 ein Landeskirchenrat in der Evangelischen Kirche von Westfalen.

## Werdegang
Beese studierte von 1974 bis 1980 Evangelische Theologie in Wuppertal, Bochum und Münster. Nach seinem Vikariat in den Jahren 1980 bis 1985 war er 1985 bis 1991 als Gemeindepfarrer der Evangelischen Markusgemeinde in Mülheim tätig. Im Jahre 1990 wurde Beese an der Evangelisch-Theologischen Fakultät der Ruhr-Universität Bochum promoviert. Von 1991 bis 2001 war Beese Lehrbeauftragter der Evangelischen Kirche in Deutschland für Ethik im Polizeiberuf an der Polizei-Führungsakademie in Münster-Hiltrup und Landespfarrer der Evangelischen Kirche von Westfalen für den Kirchlichen Dienst in der Polizei. 2001 habilitierte er sich an der Evangelisch-Theologischen Fakultät der Ruhruniversität Bochum.
Von 2001 bis 2012 war Beese Superintendent des Evangelischen Kirchenkreises Münster der Evangelischen Kirche von Westfalen. Seit 2007 ist er apl. Professor für Praktische Theologie an der Ruhr-Universität Bochum, seit 2009 Gastprofessor am Institut für Diakoniewissenschaft und Diakoniemanagement (IDM) der Kirchlichen Hochschule Wuppertal/Bethel. 2014 trat er die Nachfolge  von Johanna Will-Armstrong als Landeskirchenrat der Evangelischen Kirche von Westfalen an.

## Mitgliedschaften
- Dieter Beese ist Mitglied im Netzwerk Wissenschaftsfreiheit.[3]

## Veröffentlichungen (Auswahl)
- Seelsorger in Uniform Evangelische Militärseelsorge im Zweiten Weltkrieg. Aufgabe - Leitung - Predigt. Hannover 1995, 272 S. ISBN 978-3-7859-0698-9
- Polizeiarbeit heute - Berufsethische Notizen aus der Polizei. Bochum 1997.
- Studienbuch Ethik. Problemfelder der Polizei aus ethischer Perspektive. Hilden 2000.
- Protestantisch in Münster. Münster 2005

Ein vollständiges Veröffentlichungsverzeichnis findet sich auf der Website von Beese.